# Garoto de Kayhausen

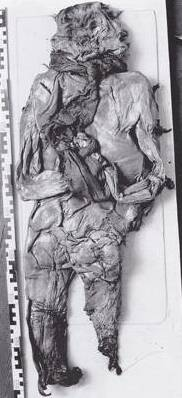
Restos do Menino Kayhausen

O Garoto de Kayhausen é uma múmia, naturalmente preservada em um pântano de esfagno na Baixa Saxônia, Alemanha. Ele é uma das poucas crianças pântanos registradas já descobertas.

## Descoberta e exame
O corpo, de um menino que se acreditava ter entre sete e dez anos de idade no momento de sua morte, foi encontrado em 1922. Estima-se que o menino tenha morrido entre 300 e 400 a.C. Seus braços e pés estavam amarrados com um pano rasgado de roupas e uma capa de pele. O exame concluiu que ele havia sido esfaqueado de três a quatro centímetros de profundidade, três vezes no pescoço e uma vez no braço esquerdo. Pensa-se que o ferimento no braço do garoto tenha acontecido quando ele pode ter levantado o braço em um ato de legítima defesa em relação ao agressor. Um exame recente do corpo mostra que a arma usada para matar a criança era uma adaga com uma lâmina de quatro centímetros. Uma possível razão para a morte do menino é que ele sofria de uma cavidade infectada na parte superior do fêmur e, portanto, não seria capaz de andar sem assistência. Devido à alta incidência de deformidades entre os corpos de pântanos, como a Garota de Yde, os antropólogos sugeriram que os deficientes eram sacrificados porque eram considerados desfavorecidos por seus deuses. O corpo do menino está preservado em uma solução de formalina e não é exibido. 